# Auxerre
Auxerre (kiejtés: oˈsɛʁ)  város Franciaország középső részén, Burgundia-Franche-Comté régióban, Yonne megye székhelye. Franciaország kulturális és történelmi városa címet viseli.

## Története
Auxerre Alsó-Burgundia egyik legfontosabb városa, az alapítói gall törzsek voltak. Már a római időkben jelentős település volt Antissiodorum néven, közelében számos római emlék található. XI. Lajos idejében lett Franciaország része. Azt követően, hogy a város nagy veszteségekkel, de átvészelte a százéves háború és a vallásháborúk viharait, 1567-ben a hugenották foglalták el.
Ez a vidék az otthona a nevezetes francia Chablis borfajtának, de a rozé borok is elsőrendűek. Jelentős a környék gyümölcstermesztése.

## Látnivalók

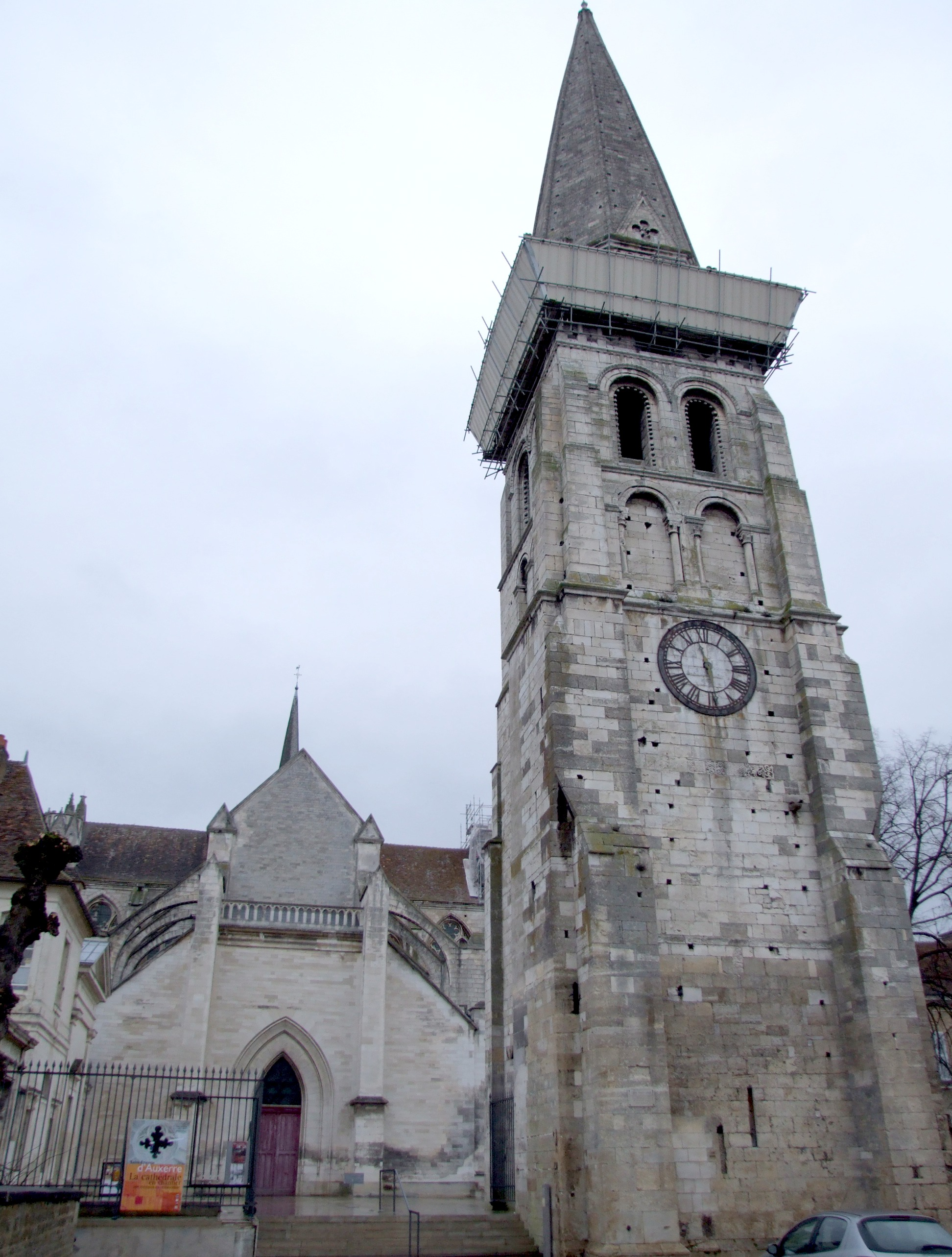
Ancienne abbay St-Germain

- Cathédrale St-Étienne – a Yonne partján magasodó dombon, a környék térítője, Szent Amator sírja fölé az V. században emeltek templomot. Ennek helyén épült a katedrális 1215-től, körülbelül 1400-ig. A következő században tovább bővítették a gótikus székesegyházat. Erős támoszlopok tartják a bejárat két tornyát, a déli befejezetlen. Hat méter átmérőjű rózsaablak ékesíti a főhomlokzatot. Az épült belsejének a különlegessége egy falfestmény, amely Krisztust lóháton ábrázolja, ami igen ritka ábrázolásmód, Franciaországban nincs is több belőle.
- Ancienne abbay St-Germain – a VI. század óta álló kolostort I. Klodvig király felesége, Klotild alapította. Az apátsági épületekben régészeti múzeum van. A templom egyidős a katedrálissal, a különálló torony pedig még korábbi.
- Tour de l’Horloge – az óváros központjában álló torony korábban a belvárost védő falak kapuja volt, különleges órája az 1600-as évek óta mutatja az időt.

## Demográfia
| Év   | Lakosság |
| ---- | -------- |
| 1793 | 12 000   |
| 1800 | 12 047   |
| 1806 | 12 044   |
| 1821 | 12 065   |
| 1831 | 11 439   |
| 1836 | 12 326   |
| 1841 | 12 326   |
| 1846 | 13 968   |
| 1851 | 14 166   |

| Év   | Lakosság |
| ---- | -------- |
| 1856 | 15 119   |
| 1861 | 15 081   |
| 1866 | 15 497   |
| 1872 | 15 631   |
| 1876 | 16 239   |
| 1881 | 16 986   |
| 1886 | 17 456   |
| 1891 | 18 036   |
| 1896 | 18 576   |

| Év   | Lakosság |
| ---- | -------- |
| 1901 | 18 901   |
| 1906 | 20 931   |
| 1911 | 21 929   |
| 1921 | 21 203   |
| 1926 | 21 978   |
| 1931 | 22 900   |
| 1936 | 24 282   |
| 1946 | 24 052   |

| Év   | Lakosság |
| ---- | -------- |
| 1954 | 26 583   |
| 1962 | 31 178   |
| 1968 | 35 784   |
| 1975 | 38 342   |
| 1982 | 38 741   |
| 1990 | 38 819   |
| 1999 | 37 790   |
| 2006 | 37 419   |
| 2010 | 36 200   |

## Testvérvárosok

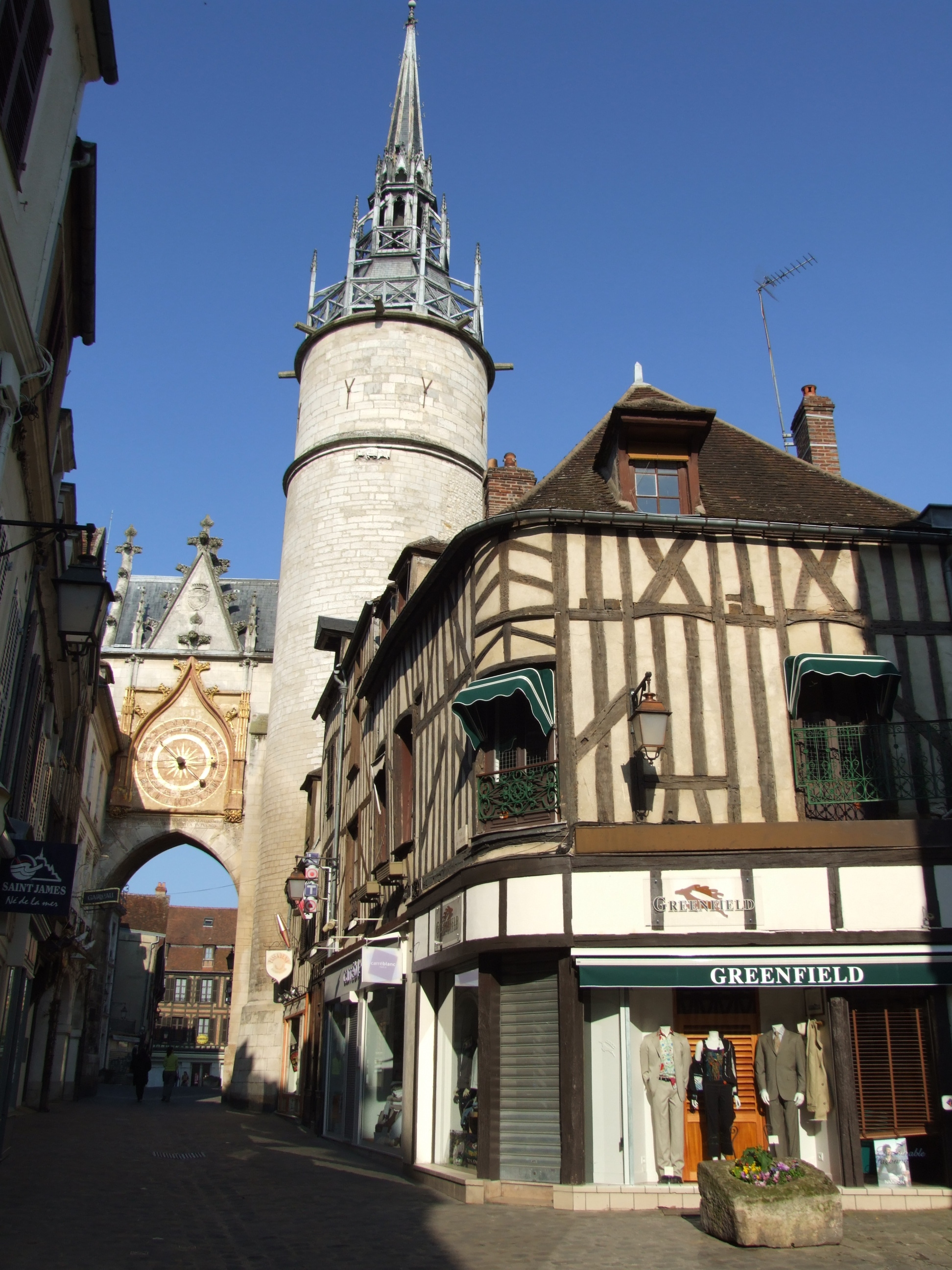
Tour de l’Horloge

- - Greve in Chianti
- - Płock
- - Redditch
- - Roscoff
- - Saint-Amarin
- - Varasd
- - Worms